# Mănăstirea Sfinții Voievozi din Slobozia
Mănăstirea Sfinții Voievozi din Slobozia este cea mai veche mănăstire existentă în cuprinsul Episcopiei Sloboziei și Călărașilor și totodată, cel mai vechi așezământ monahal din întregul cuprins al Câmpiei Bărăganului. Se află în reședința județului Ialomița. Așezământul este astăzi situat pe Aleea Mănăstirii nr. 2, în partea sudică a municipiului Slobozia, lângă drumul rutier DN 2A, de la București spre Constanța.

## Prima construcție
După ce în martie 1614, voievodul Radu Mihnea i-a acordat marelui postelnic Ianache Caragea dreptul de a întemeia o „slobozie” la Vaideei, adică o așezare scutită de dări pe trei ani, Alexandru Iliaș (1616-1618) i-a donat marelui postelnic Ianache Caragea moșia domnească pe care se afla satul Vaideei, actuala Slobozia, după care marele postelnic a ridicat o mănăstire, pe care a închinat-o unei mănăstiri de pe Muntele Athos.

## Faza a doua
După ce a fost afectată de atacul tătarilor, din anul 1623, mănăstirea a fost luată „pe seama domniei”, după urcarea pe tronul Țării Românești a lui Matei Basarab, în anul 1632. Începând cu 13 iulie 1633, Matei Basarab a întărit mănăstirea și i-a dăruit numeroase moșii și sate.
Lăcașul a fost sfințit în anul 1634 de Chiril Lukaris, patriarhul Constantinopolului.